# 天山飞蓬
天山飞蓬（学名：Erigeron tianschanicus）是菊科飞蓬属的植物。分布于俄罗斯以及中国大陆的新疆等地，生长于海拔2,850米的地区，一般生于山坡阳处，目前尚未由人工引种栽培。